# Aschaffenburger Gespräche
Aschaffenburger Gespräche war eine von 1978 bis 2008 in Aschaffenburg stattfindende Podiumsdiskussionsreihe zu unterschiedlichen Themen der Zeitgeschichte. Die Aschaffenburger Gespräche wurden 1978 von dem in dieser Stadt aufgewachsenen Historiker Guido Knopp initiiert und bis 2008 organisiert und geleitet. Sie wurden zeitnah dazu im Fernsehen (ZDF, Phoenix) übertragen.

## Historie

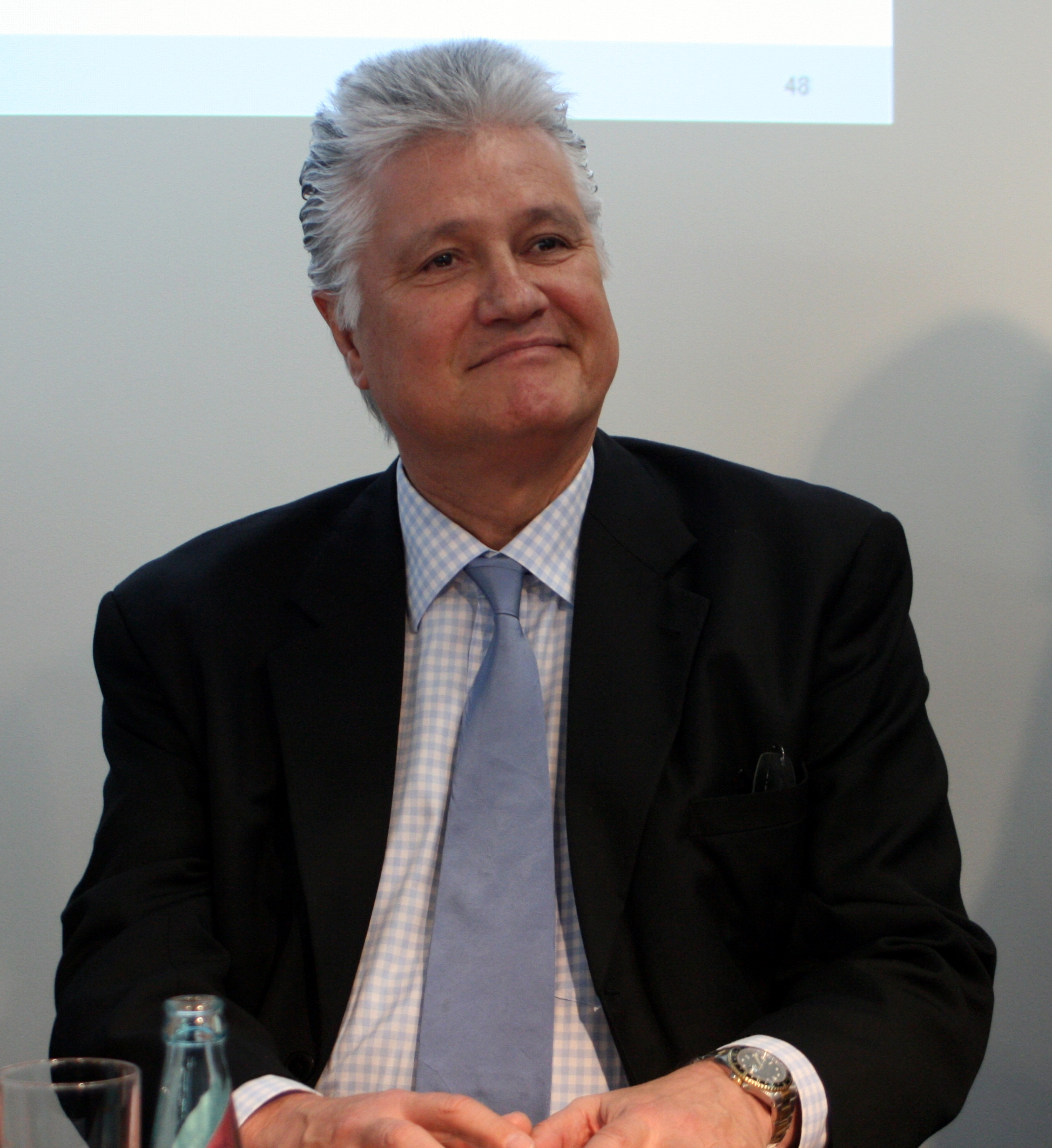
Gesprächsleiter Guido Knopp

Bevorzugter Veranstaltungsort war das Aschaffenburger Stadttheater, in das der Diskussionsleiter Knopp jeweils Historiker, Politiker und Politikwissenschaftler zu historischen bzw. strittigen Themen einlud.
Am Ende der 30. Aschaffenburger Gespräche am 4. April 2008 verabschiedete sich Guido Knopp von seinem Publikum und gab bekannt, dass dies seine letzten Gespräche gewesen seien.

## Themen
| - 1978: Hitler heute. Gespräche über ein deutsches Trauma - 1979: Die deutsche Einheit - 1980: Deutsche und Juden - 1981: Preußen heute, Vorbild oder Last? - 1982: Wir und die Sowjetunion - 1983: Brauchen wir Amerika? - 1984: Neues vom Alten – pro und contra Adenauer - 1985: Sind wir Revanchisten? - 1986: Patriotismus nach Auschwitz? - 1987: Sind wir souverän? | - 1988: Die Russen und wir - 1989: Aussiedler, Ausländer, Asylanten – Deutsche wie wir? - 1990: Ein Deutschland - 1991: Keine Angst vor Deutschland? - 1992: Die Zukunft der Gemeinschaft Unabhängiger Staaten (GUS) - 1993: Jugo-Slawien 1993 - 1994: Die Macht der Spione - 1995: Hitler und die Deutschen - 1996: Hitlers willige Helfer - 1997: Der Vatikan – Die Macht der Päpste - 1998: ausgefallen | - 1999: Das Wunder von Berlin - 2000: Deutschland eilig Vaterland - 2001: Die große Flucht - 2002: Der Kampf ums Kanzleramt - 2003: Wohin mit der Erinnerung? – der Streit um Deutsche als Opfer - 2004: Der 20. Juli – Mythos und Wahrheit - 2005: Reif für Europa? – Die Türkei und wir - 2006: Schwierige Nachbarschaft? Deutsche und Polen - 2007: Das Kreuz mit dem Halbmond – Zwischen Leitkultur und Multikulti - 2008: Die 68er – Fluch oder Segen? |